# 髒牛

髒牛標識

髒牛（英語：Dirty COW）即髒寫入時複製（英語：Dirty copy-on-write），是一个Linux内核的计算机安全隐患，影响包括Android在内的所有基于Linux的操作系统。内核的内存管理子系统在实现寫入時複製机制时存在竞争冒险，髒牛利用这一程式錯誤实现了本地提权：只要时机合适，本地攻击者就可以将文件的只读映射转换为可读写映射。利用髒牛攻击的行为不会在系统日志中留下痕迹。
髒牛的通用漏洞披露名称是CVE-2016-5195。
Android 7.0及更早的设备都可以利用髒牛进行Root。